# Titusville (Pennsylvania)
Titusville is een plaats (city) in de Amerikaanse staat Pennsylvania, en valt bestuurlijk gezien onder Crawford County. In 1859 werd in Titusville 's werelds eerste exploitabele olieveld gevonden door Edwin Drake.

## Demografie
Bij de volkstelling in 2000 werd het aantal inwoners vastgesteld op 6146. In 2006 is het aantal inwoners door het United States Census Bureau geschat op 5806, een daling van 340 (-5,5%).

## Geografie
Volgens het United States Census Bureau beslaat de plaats een oppervlakte van 7,5 km², geheel bestaande uit land.

## Plaatsen in de nabije omgeving
De onderstaande figuur toont nabijgelegen plaatsen in een straal van 20 km rond Titusville.

## Trivia
- Het Lucky Luke-album In de schaduw van de boortorens speelt zich grotendeels af in Titusville.